# Distrito Comercial Histórico de la Avenida Míchigan
El Distrito Comercial Histórico de la avenida Míchigan es un grupo de edificios comerciales ubicados a lo largo del lado sur de dos cuadras de la avenida Míchigan, desde 3301–3461, en Detroit. Esta sección de edificios es la colección más intacta a lo largo de este tramo de la avenida Míchigan. El distrito fue incluido en el Registro Nacional de Lugares Históricos en 2020. 

## Historia
A mediados del siglo XIX, Detroit se convirtió en el hogar de numerosos inmigrantes alemanes. Inicialmente se asentaron en el lado este de la ciudad, a lo largo de la avenida Gratiot, cerca del distrito central de negocios. Sin embargo, a medida que la ciudad creció y empujó sus límites hacia el oeste, la comunidad alemana estableció un vecindario en el lado oeste de la ciudad, más allá de Corktown. El corazón comercial del barrio alemán estaba a lo largo de la avenida Míchigan entre las calles 22 y 24.
En 1887, esta sección se construyó principalmente con edificios comerciales de ladrillo. Los negocios representados incluían un negocio de madera y carbón, una tienda de carruajes y carretas, una zapatería, un salón, una carnicería y una tienda de comestibles. En esta época se construyeron varios edificios nuevos en el distrito, incluido el Reeber Building de 1887 y el Schulte y Kaiser Building de 1889. Para 1897, el distrito comercial se extendía a ambos lados de la avenida Míchigan, con edificios que ocupaban todos los lotes disponibles. Sin embargo, los edificios del lado norte han sido demolidos en gran parte, dejando solo la sección del lado sur.

### sigloXX
Para 1900, el auge de la industria manufacturera de Detroit había hecho que el área alrededor del distrito fuera sustancialmente industrial y que los vecindarios residenciales fueran atractivos para los trabajadores de las fábricas. La sección comercial a lo largo de la avenida Míchigan floreció, con todo tipo de negocios representados. A medida que el automóvil se volvió más común, la sección de plantas industriales se concentró en operaciones más grandes. Para 1929, el distrito todavía era una zona comercial floreciente, que albergaba una tienda de comestibles, una joyería, un cine, una tienda de dulces, un banco, un decorador de interiores y una tienda de muebles.
Sin embargo, en 1940, la Gran Depresión había pasado factura y había un mayor número de vacantes. Un proyecto a mediados de los años 1930 para ensanchar la avenida Míchigan también resultó en la pérdida de algunos edificios, en particular algunas de las existencias frente al distrito actual en el lado norte de Míchigan. Para 1950, muchas de las fábricas automotrices locales se habían mudado a plantas más grandes y modernas, y el vecindario circundante estaba en declive. Además, la arquitectura que se veía en el distrito comercial estaba fuera de estilo y se construyeron edificios más nuevos para que fueran más modernos. Un proyecto de planificación de la ciudad demolió muchas de las casas al sur de la avenida Míchigan para dejar espacio para más industria, y el área se volvió menos deseable para vivir. Los negocios a lo largo de la sección de la avenida Míchigan disminuyeron y, a fines de los años 1960, muchos de los edificios estaban vacíos.

## Descripción
La sección de dos cuadras de la avenida Míchigan que define el distrito contiene 18 edificios, 13 de los cuales son de importancia histórica. Todas estas son estructuras comerciales, que van de uno a tres pisos, y se construyeron principalmente entre 1884 y 1925. Los edificios representan estilos comerciales típicos de finales del siglo XIX y principios del siglo XX, en particular estilo italiano y estilo comercial. Varios de los edificios han sido modernizados con alteraciones en sus fachadas.
Los edificios incluidos en el distrito son:

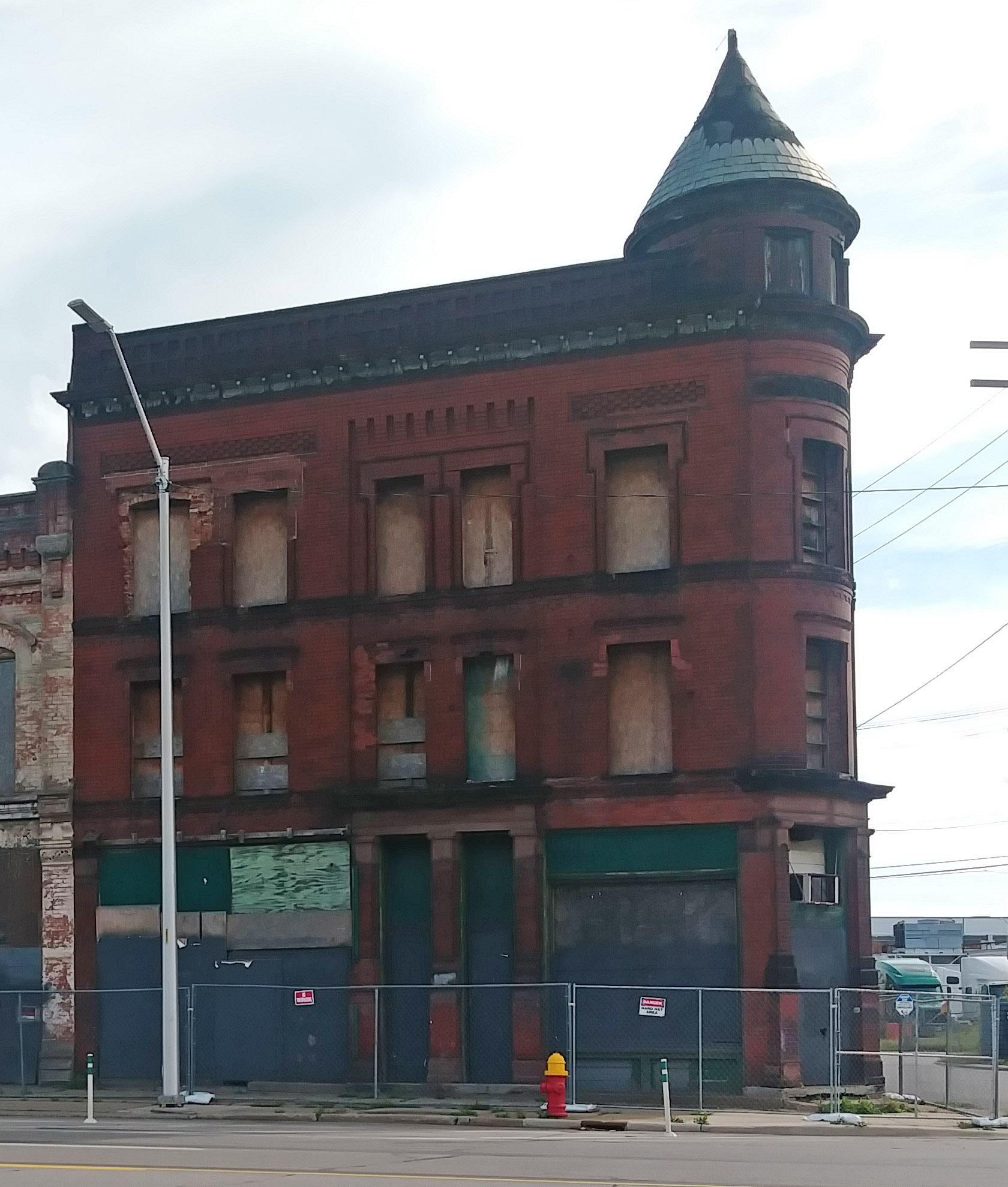
Grosfield Building

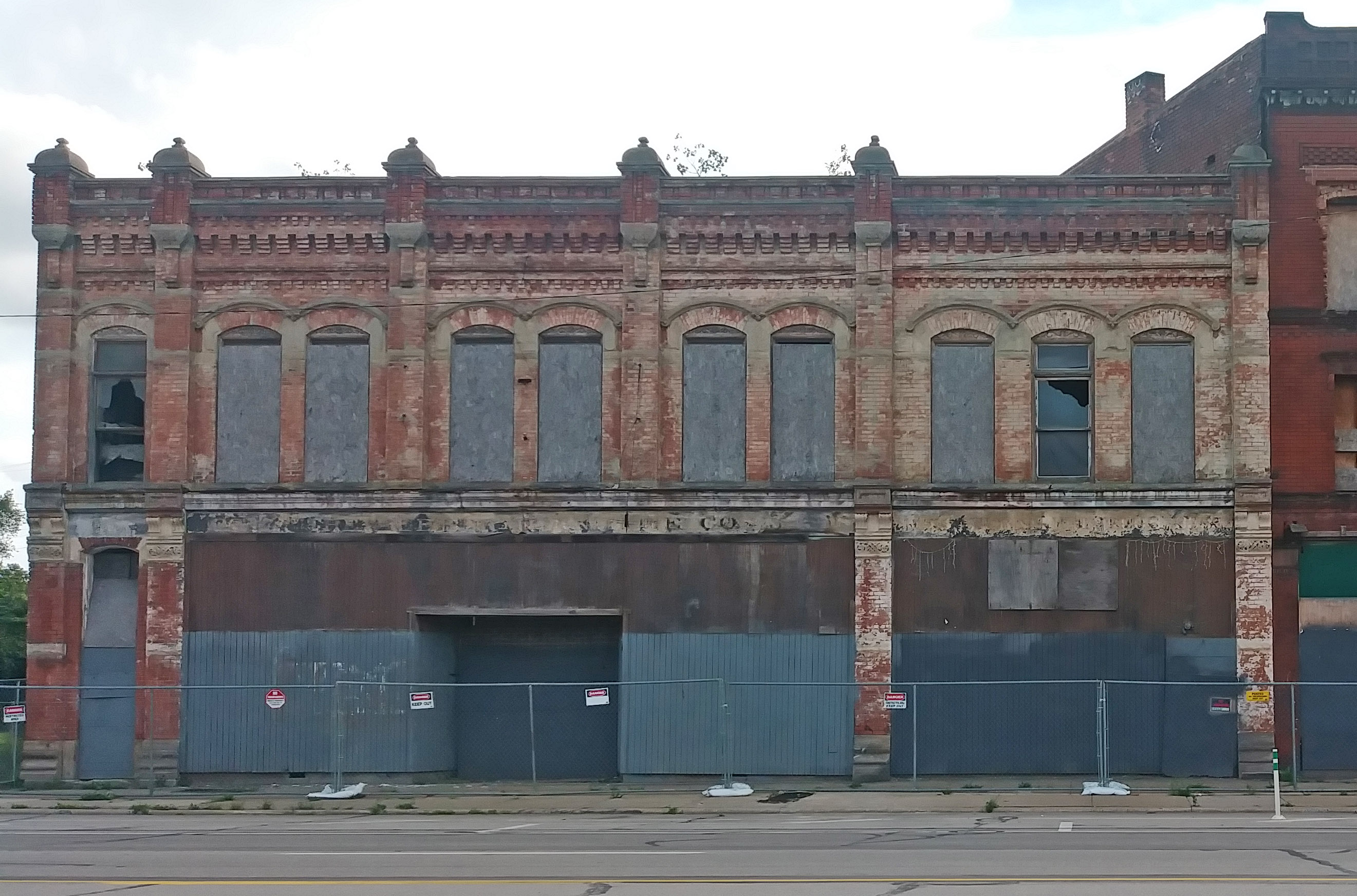
Reeber Building

- Wolverine Theatre (Nº 3301): construido c. 1918. Es un edificio de ladrillo de un piso con un gran parapeto originalmente utilizado para señalización. La fachada está cubierta con revestimiento de madera vertical.[1]
- Nº 3311: construido c. 1922. Es un edificio de ladrillo de un piso con un techo plano. El frente tiene detalles de columnas de ladrillo y una tapa de piedra.[1]
- Nº 3315-3317: construido c. 1898. Es un edificio de ladrillo de dos pisos con un techo plano. Los dos números de calle están asignados a una entrada principal en el centro de la fachada y una entrada secundaria un poco más estrecha cerca de un extremo que conduce a los apartamentos del segundo piso. La cornisa de una tienda está rematada por un vierteaguas de piedra que unía las ventanas del segundo piso. La cornisa del edificio tiene ladrillos decorativos en forma de vieira.[1]
- Nº 3321: construido c. 1910. Es un edificio de ladrillo amarillo de un piso con techo plano. El frente de la tienda está enmarcado por pilastras de ladrillo y conjuntos de ménsulas metálicas pareadas sostienen una cornisa metálica.[1]
- Nº 3325: construido c. 1896. Es un edificio de ladrillo amarillo de tres pisos con techo plano. El segundo y tercer piso están unificados por un gran arco de medio punto con clave decorativa, retranqueado unos dos pies, colocado en el centro del edificio. El arco se llena con un mirador saliente en el segundo piso y una puerta en el tercero. El arco está flanqueado por aberturas de ventanas en ambos niveles; las ventanas del tercer piso están arqueadas.[1]
- Nº 3333: construido c. 1900. Un edificio rojo de ladrillo de tres pisos con un techo plano. Está dividido en dos tramos: una delgada en un extremo con una puerta de entrada y ventanas individuales arriba, y la tramo principal con un escaparate y tres juegos de ventanas emparejadas arriba.[1]
- Reeber Furniture Company Building (Nº 3363): construido en 1887 y diseñado por Peter Dederichs, Jr. y Joseph E. Mills. Es un edificio de dos pisos de setenta pies de largo construido de ladrillo. La fachada está dividida en tres tramos asimétricos por pilastras de ladrillo con capiteles de piedra y acentos de piedra decorativa en la base. Las aberturas de las ventanas en el segundo piso tienen molduras de piedra arqueadas con un pequeño diseño de volutas. A lo largo de la línea del techo corre una cornisa con ladrillos en ménsula.[1]
- Grosfield Building (3365): construido en 1893 y diseñado por Joseph E. Mills. Es un edificio de ladrillo de tres pisos con un techo plano. El edificio arquitectónicamente más distintivo del distrito, esta estructura contiene varios detalles estilo Reina Ana, que incluyen molduras de piedra texturizada, ladrillos estampados, inserciones de terracota, aberturas de arco semicircular y una torre cilíndrica con techo cónico. Hay marcapianos piedra entre los pisos.[1]
- People's State Bank (Nº 3401): construido en 1925. Edificio de una sola planta con cubierta plana, revestido de piedra caliza. El edificio tiene tres tramos a lo largo de Michigan y ocho tramos a lo largo de la calle lateral. La entrada principal es a través de un pórtico empotrado flanqueado por columnas jónicas. La puerta de entrada está enmarcada con un frontón.[1]
- Nº 3415: construido c. 1884. Es un edificio de ladrillo de dos pisos con un techo plano. Este edificio se construyó como un edificio triple unificado, junto con 3419 y 3423 Michigan. Se divide en cuatro tramos.[1]
- Nº 3419: construido c. 1884. Es un edificio de ladrillo de dos pisos con un techo plano. Este edificio se construyó como un edificio triple unificado, junto con 3415 y 3423 Michigan. La planta baja tiene evidencia de tratamientos de ventanas arqueadas, que no se comparten con los otros dos edificios. Se divide en cuatro tramos.[1]
- Nº 3423: construido c. 1884. Es un edificio de ladrillo de dos pisos con un techo plano. Este edificio se construyó como un edificio triple unificado, junto con 3415 y 3419 Michigan.[1]
- Schulte and Kaiser Grocery Building (Nº 3461): construido c. 1889 y diseñado por Peter Dederichs, Jr. Es un edificio de ladrillo de dos pisos con techo plano y parapeto saliente. Ot se divide en ocho tramos y dos tiendas; los tiendas están actualmente llenos. Una entrada de esquina se encuentra en un extremo. Los frentes de las tiendas y la entrada de la esquina están realzados por una pilastra de ladrillo decorativa con tratamiento de piedra decorativa.[1]